# Hithlum
Hithlum was een landstreek in Midden-aarde in de fictie van J.R.R. Tolkien, ten noorden van Beleriand. Het wordt getypeerd als een mistige en grijze streek. Fingolfin, de Hoge Koning van de Noldor, vestigde zich na de terugkeer van de Noldor naar Midden-aarde in dit land.
Hithlum wordt van Beleriand gescheiden door de Ered Wethrin. Het zuidelijke gedeelte van Hithlum heet Dor-lómin dat door Fingolfin in leen was gegeven aan de Mensen van het Huis van Hador.